# 5438 Lorre
5438 Lorre (1990 QJ) là một tiểu hành tinh vành đai chính được phát hiện ngày 18 tháng 8 năm 1990 bởi E. F. Helin ở Palomar.